# Munidopsis ryukyuensis
Munidopsis ryukyuensis is een tienpotigensoort uit de familie van de Munidopsidae. De wetenschappelijke naam van de soort is voor het eerst geldig gepubliceerd in 2007 door Cubelio, Tsuchida & Watanabe.